# Nyelvtan
A nyelvtan (latinul grammatica), vagy más néven általános nyelvészet, a nyelvészet egyik ága; egy nyelv elemeivel, szerkezetével, törvényszerűségeivel foglalkozó tudomány. Megkülönböztetünk normatív, valamint leíró nyelvtant. Míg a normatív nyelvtan a nyelv helyesnek vélt alkalmazásának szabályait állapítja meg, addig a leíró nyelvtan a nyelvi jelenségek feltérképezésével foglalkozik anélkül, hogy megállapítaná, mi számít helyes vagy helytelen nyelvhasználatnak.

## A nyelvtan részterületei
A nyelvtan az alábbi részterületekre tagolódik:
- Hangtan, amelynek további két területe a fonetika és a fonológia. Az első a nyelv beszédhangjainak leírásával, a második azoknak a nyelvben betöltött szerepével foglalkozik. E két részterület egymással szorosan összefügg, így a nyelvekről szóló szakirodalmak gyakran egy fejezet alatt tárgyalják őket.
- Alaktan (morfológia), amely a szófajokat, azok felépítését és tulajdonságaikat tárgyalja.
- Mondattan (szintaxis), amely a szavak mondatban betöltött szerepével és a szórenddel foglalkozik.
- Jelentéstan (szemantika), amely a szavak jelentésével, értelmezésével foglalkozik.
- Stilisztika, amely a különböző nyelvi kifejezési stílusokat tárgyalja.

Szűkebb, hétköznapi értelmezésben – s időnként a szakirodalomban is – sokszor csak az alaktant és a mondattant értik a nyelvtan fogalma alatt. E két terület között eleve sok átfedés van, így gyakran egy területként tárgyalják őket, melynek összefoglaló elnevezése a morfoszintaxis.

## Története
A szanszkrit nyelv első nyelvtana a vaskori Indiából származik, szerzői Jászka, Pánini, Pingala, Kátjájana és Patandzsali. A Tolkáppijamot, a tamil nyelv elsőként leírt nyelvtanát feltehetően az időszámításunk szerinti 5. század előtt írták.
A nyelvtan az ókori Görögországban is megjelent mint tudományág. A legrégebbi ismert nyelvtankönyv A nyelvtan művészete (görögül: Τέχνη Γραμματική), szerzője Dionysius Thrax, Szamothrakéi Arisztarkhosz diákja, aki Rodosz szigetén alapított iskolát.